# 斌桐
斌桐（1805年—？），字秋士，号稗農，姚氏，内务府汉军正白旗人（属内务府正白旗汉姓满洲旗人）。清朝官员，进士出身。

## 生平
内务府正白旗汉军那齡阿管领下监生，道光乙酉举人，丙申进士。后官兵部职方司主事。常往来于吴越楚黔，遍历名胜。
赋桐的人品、诗词为时人所重。劉錦藻在《皇朝續文獻通考》里转引评价道：“斌桐隸漢軍，以進士官中樞，貧且困不得遷，卒於官。為人冷舊孤潔，嘗往來吳越楚黔，其詞沈微排側，無世俗溫峻之態，而散佚不得見存世”（此评语原引自潘曾瑋《自鏡齋文鈔》中的《<还初堂词>序》，1887）。
著有《还初堂诗存》一卷附詞（鈔本，南開大學图書館藏），又有《还初堂诗钞》刊本（内务府正黄旗汉军进士杨钟羲刻）；《还初堂词》，潘曾瑋（状元潘世恩之四子）重刻并作序（序文载潘曾瑋《自鏡齋文鈔》，1887；据潘曾瑋，其父潘世恩系斌桐丙申进士主考官，《还初堂词》钞本由其从旗人词人承龄与旗人进士杨能格处获得，而杨能格与斌桐系姻戚且进士同榜），序中引合肥徐懿甫评论：“秋士詩慷慨任气，多幽燕之聲”。杨钟羲在《雪桥诗话》中亦转述说: “姚秋士为人孤冷隽絜，不以时俯仰。诗慷慨任气，多幽燕之声”。

## 家庭及关联
- 始祖姚紀明（c.1580s-?）。“姚紀明，正白旗包衣管領下人，世居襄平地方，來歸年分無考。其曽孫二格現任員外郎，色勒原任䕶軍校。元孫紀保現任郎中，清保現任員外郎，永泰現任知府”（据《八旗滿洲氏族通譜》卷77）。
- 世祖姚光明（c.1610s-?），诰赠资政大夫。妻高氏，尹氏，诰赠夫人。
- 太高祖士秀（c.1640s-?），诰赠资政大夫。妻安氏，诰赠夫人。
- 高祖二格（c.1670s-?），内务府庆丰司员外郎，诰授奉政大夫。妻計氏，诰封宜人。胞兄起龙，起麟。
- 曾祖姚永泰（字石庵，c.1700s-?），盛京佐領，江宁布政史、钦命江宁织造、署理湖南巡抚，泰陵承办及西陵总管内务府大臣兼礼部侍郎；文学家袁枚为其作《原任江宁布政使内务府总管永公传》（载袁枚《《小仓山房文集》》）；妻王氏，張氏，張氏。胞兄姚興福，姚勲。堂曾叔祖吉葆（紀保），内务府郎中督理江宁织造，汤山与盘山行宫总管；清葆（清保），内务府郎中。
- 祖父姚明新（号春岩，号竹巖，c.1740s-？），乾隆三十三年（1768）戊子科举人（时隶内务府正白旗明福管领下，载《钦定八旗通志》），两淮盐课大使，善诗画，有诗集《春嚴吟草》、《芥舟草》、《逰兰草》，画作《虹桥待月图》（载李斗《揚州畫舫錄》卷10）、《双鬟伴读图》。姚明新与妻楊瓊華（字瑞芝）同受业于袁枚（据《袁枚全集》，1993）；进士蒋士铨赠组诗《题明春岩公子二照五首》。
- 祖母楊瓊華（字瑞芝），敕封太孺人，晋太宜人，著有《綠窗吟草》一卷（清道光十二年（1832）刻本，袁枚于乾隆五十三年作原序，子德豫作新序；生平载俞陛云《清代闺秀诗话》、施淑儀《清代閨閣詩人徵略》。其胞兄正白旗汉军、三等侍衛兼公中佐領長齡，父江蘇按察使楊重英（与缅甸作战中被执，在缅二十年，独居佛寺，不易中式衣冠，被乾隆帝比为汉代苏武，并作《高宗纯皇帝御制苏杨论》以表彰），祖父兵部尚书兼云贵总督楊應琚。
- 胞叔祖姚明华（字君實，号鐵崖，1750-？），乾隆四十五年（1780）庚子顺天乡试举人（时隶内务府正白旗春岱管领下），敕授承德郎；妻高氏（父高按圖）。其子姚德晉，姚謙。
- 堂伯叔祖：
  - 姚良，内务府郎中、热河总管、嘉庆七年江宁织造。
  - 玉瑞，乾隆三十年（1765）乙酉科举人，湖北汉川县知县。
  - 玉栋（字筠圃），乾隆三十五年（1770）庚寅科举人（时隶内务府正白旗存柱管领下，载《钦定八旗通志：文举》），山东淄川县知县。其后代有姚氏榮譽（字子誉），辑刻《得月簃叢書》（道光版）（载杨钟羲《雪橋詩話三集》卷11）。玉栋（字筠圃）收藏有《红楼梦》残抄本53回，此本后归友舒元炜，即红学所称的“舒序本”、“舒本”（参见红楼梦抄本列表）。
  - 玉权，乾隆三十六年（1771）辛卯科举人（时隶内务府正白旗存柱管领下），福建盐课大使。
- 祖姑母姚素玉（c.1720s-?），著有《杏雨楼诗稿》，原配嫁镶黄旗满洲、浙江處州鎮總兵高益（父江南壽春鎮總兵高鈺 (清朝)（1691-1750），胞叔文淵閣大學士文定公高斌，嫡堂兄文华殿大学士文端公高晋，嫡堂姊高佳氏系正蓝旗汉军进士胡氏吉惠 (道光进士)之高祖母，且吉惠之胞兄吉謙、胞叔德修与斌敏系道光十五年（1835）乙未恩科顺天乡试同榜）。
- 父德恒（c.1770s-?），乾隆六十年（1795）乙卯举人，贵州铜仁县知县。母蔡氏（父四川重庆府知府必昌）。
- 胞叔德豫，乾隆甲寅恩科举人，浙江杭州府理事同知。嫡妻伊尔根觉罗氏（高祖镶黄旗满洲、兵部尚書、江南河道總督顾琮 (清朝)，先祖文端公顧八代）。其子一同治乙丑进士斌敏[3]。子二斌椿（字有松），科举人，内务府慶豐司郎中；1866年受清總理各國事務衙門委派，带领“斌椿使团”考察欧洲11个国家，历时4个多月，著有《乘槎筆記》（同治十年[1871]刻本；有1981、2019年现代版），孙儿内务府主事廣英（字叔含），跟随其父斌椿游历欧洲。女姚佳氏，（二继）嫁光绪九年癸未科进士、镶白旗宗室綿文。
- 胞叔德觀，妻楊氏。子斌祥，妻楊氏（父正红旗汉军、嘉庆八年舉人楊書績，祖父楊銓；胞兄道光丙申恩科進士楊能格，与斌桐进士同榜）。
- 姑母姚氏，嫁正红旗汉军、嘉庆八年（1803）科举人杨书绩（字杲楼），工书画，尤擅箸画，著《还砚斋诗稿》。其子道光十六年（1836年）丙申恩科进士杨能格。
- 妻蔡氏。
- 子廣謙。